# Ariana Perkamentus
Ariana Perkamentus (Engels: Ariana Dumbledore) (1885 - 1899) is een personage uit de Harry Potter boeken van de Britse schrijfster J.K. Rowling.
Ariana Perkamentus was de dochter van Parcival en Kendra Perkamentus en de jongere zus van Albus en Desiderius Perkamentus.
Ariana was eens aan het toveren toen er drie Dreuzelkinderen kwamen en haar vroegen om dat nog eens te doen. Het lukte Ariana niet om nog eens te toveren en de Dreuzelkinderen vielen haar aan. Haar vader Parcival behekste deze drie Dreuzelkinderen, en is daarvoor naar Azkaban gestuurd. Ariana heeft een trauma aan deze gebeurtenissen overgehouden en durfde nooit meer te toveren. Ze onderdrukte haar toverkunsten maar had hier soms moeite mee waardoor ze soms ongecontroleerde uitbarstingen kende. Tijdens een van deze uitbarstingen doodde zij per ongeluk haar moeder Kendra. Zij stond nu als gevaarlijk ingeschreven en mogelijk als een moordenaar. Zij werd per ongeluk vermoord toen zij probeerde mee te vechten met haar broers Albus en Desiderius tegen Gellert Grindelwald. Het is niet bekend wie haar heeft gedood.
Haar lievelingsbroer Desiderius heeft een schilderij van haar in een van de kamers in zijn huis boven de Zwijnskop hangen. Dit schilderij verbergt de toegang tot een geheime gang tussen het schilderij en Zweinstein waardoor mensen ongezien in en uit de Kamer van Hoge Nood kunnen komen.

## Familie Perkamentus
|                   |                   |                   |                   | Parcival Perkamentus | Parcival Perkamentus | Parcival Perkamentus | Parcival Perkamentus | Parcival Perkamentus   | Parcival Perkamentus   |                        |                        | Kendra Perkamentus     | Kendra Perkamentus     | Kendra Perkamentus | Kendra Perkamentus | Kendra Perkamentus | Kendra Perkamentus |                    |                    |                    |                    |
|                   |                   |                   |                   | Parcival Perkamentus | Parcival Perkamentus | Parcival Perkamentus | Parcival Perkamentus | Parcival Perkamentus   | Parcival Perkamentus   |                        |                        | Kendra Perkamentus     | Kendra Perkamentus     | Kendra Perkamentus | Kendra Perkamentus | Kendra Perkamentus | Kendra Perkamentus |                    |                    |                    |                    |
|                   |                   |                   |                   |                      |                      |                      |                      |                        |                        |                        |                        |                        |                        |                    |                    |                    |                    |                    |                    |                    |                    |
|                   |                   |                   |                   |                      |                      |                      |                      |                        |                        |                        |                        |                        |                        |                    |                    |                    |                    |                    |                    |                    |                    |
| Albus Perkamentus | Albus Perkamentus | Albus Perkamentus | Albus Perkamentus | Albus Perkamentus    | Albus Perkamentus    |                      |                      | Desiderius Perkamentus | Desiderius Perkamentus | Desiderius Perkamentus | Desiderius Perkamentus | Desiderius Perkamentus | Desiderius Perkamentus |                    |                    | Ariana Perkamentus | Ariana Perkamentus | Ariana Perkamentus | Ariana Perkamentus | Ariana Perkamentus | Ariana Perkamentus |